# 週2コミック! ゲッキン
『週2コミック! ゲッキン』（しゅうにコミック ゲッキン）はバンダイビジュアルが運営していた日本の携帯コミックサイト。

## 概要
2010年3月にエモーションによりコミックス、ショートコント、4コマ、アニメの各コンテンツの配信を開始。2010年10月、バンダイビジュアルのWebコミックサイト『YOMBAN』が統合され『Webコミックゲッキン（ゲッキン）』となる。2011年4月、エモーションがバンダイビジュアルに吸収されたことにより運営主体が変更。2011年7月末をもって携帯電話でのサービスを終了した。

## 週2コミック! ゲッキン時の掲載作品
2010年10月以降は「Webコミックゲッキン」と共通。
アニメ
- SOSTV ワルプルギスナイトフィーバー（バーナムラボラトリー）

漫画
- ブラッドソウル（藤沢真行）
- CANAANスフィル（原作：チュンソフト「428 〜封鎖された渋谷で〜」 漫画：細雪純）
- 薔薇とブラックパンツ（くじらいいく子）
- マジンカイザーSKLヴァーサス（星和弥）
- 終末のイヴ（松原あきら）
- アロマの丘（なかにしえいじ）
- 探偵オペラ ミルキィホームズ スクールデイズ（企画・原作：ブシロード / クロノギアクリエイティヴ 漫画：ちんじゃおろおす）

ショートコミック
- わるない（大月悠祐子）
- 妄想と現実の間で。（草野紅壱）

4コマ
- にゃん極武将ノブニャガ（鈴木イゾ）
- ほ〜きん（えひめ・ポン） - ・は正確には蜜柑の絵
- まきなぷれしゃす!（げろたん）
- 跳ねる教室（うたがわれい）
- アストロ天文部（土井智郎）

読み切り
- ワズラ-梦津國怪奇譚-（きむらひろき）